# Джеймс Малоні
Джеймс В. Малоні (англ. James V. Maloney; нар. 16 липня 1964, Форт-Вільям, Онтаріо) — канадський юрист і політик, обраний до Палати громад Канади на виборах 2015 року. Він представляє виборчий округ Етобіко—Лейкшор як член Ліберальної партії.

## Освіта і початок кар'єри
Малоні має юридичні дипломи Віндзорського університету та Університету Уельсу, а також ступінь бакалавра Бішопського університету. 
До обрання Малоні працював адвокатом з судових справ у Hughes Amys LLP, отримавши членство в Асоціації адвокатів Онтаріо в 1996 році. Він пропрацював адвокатом з судових справ протягом 20 років, перш ніж піти у політику. Він був причетний до низки важливих справ, включаючи скандал із забрудненою кров’ю 1980-х років та Комісію з розслідування Елліот-Лейк.
Малоні, як активний волонтер, є колишнім президентом Клубу юристів Торонто та входив до Ради директорів місцевого громадського центру Франкліна Горнера, Ради державних бухгалтерів Онтаріо та Католицького товариства допомоги дітям Торонто. За свій значний внесок у розвиток Канади він був нагороджений медаллю діамантового ювілею королеви Єлизавети II.

## Муніципальна політика
Малоні був призначений до міської ради Торонто у 2014 році, щоб представляти округ 5 (Етобіко—Лейкшор) як тимчасовий радник після відставки Пітера Мільчина з ради.

## Федеральна політика
Перш ніж стати кандидатом від Ліберальної партії в окрузі Етобіко—Лейкшор, Малоні обіймав посаду президента асоціації виборчих округів.
Малоні був обраний членом парламенту від Етобіко—Лейкшор на виборах 2015 року в рамках майже повної перемоги Ліберальної партії у Великому Торонто, а також ненадовго був призначений до Постійного спільного комітету з контролю за нормативними актами.
З лютого 2016 до 2021 року Малоні обіймав посаду голови Постійного комітету з природних ресурсів та члена Комітету зв'язку. Після загальних виборів 2019 року його було призначено членом постійного комітету з питань юстиції та прав людини.
Малоні обіймав посаду голови Урядової фракції Торонто з 2016 по 2021 рік, коли його було обрано головою Ліберальної фракції Онтаріо. Він також є головою Парламентської групи Канада—Ірландія, Парламентської асоціації Канада—Сполучене Королівство, віцепрезидентом Парламентської асоціації Канада—Європа та віцеголовою Міжпарламентської групи Канада—Сполучені Штати. Він є членом Міжпарламентської групи Канада—Ізраїль, Парламентської групи Канада—Україна, Міжпарламентської групи Канада—Італія, Міжпарламентської групи Канада—Японія, канадського відділення Парламентської асоціації Співдружності, Канадської делегації в Парламентській асамблеї Організації з безпеки та співробітництва в Європі, Канадської парламентської асоціації НАТО, Канадської групи Міжпарламентського союзу та Парламентських друзів Тибету в Канаді.
Окрім своєї ролі в кількох міжнародних парламентських асоціаціях, Малоні є членом Спеціального спільного комітету Палати громад з питань медичної допомоги вмираючим. У січні 2020 року прем'єр-міністр призначив його до Комітету парламентарів з питань національної безпеки та розвідки. У вересні 2023 року його було призначено парламентським секретарем Міністра юстиції та Генерального прокурора Канади.
У жовтні 2016 року деякі громадські групи на півдні Етобіко розкритикували Малоні за те, що він заохочував Metrolinx відкликати апеляцію на рішення міської ради про зміну зонування, яке дозволило забудовнику будувати будинки на ділянці землі на південь від вулиці Джадсон, яка раніше використовувалася для комерційних та промислових цілей. Деякі групи стверджували, що він віддавав перевагу інтересам своїх політичних союзників Марка Ґраймса та Джастіна Ді Чіано над інтересами місцевих жителів. Малоні заявив, що він не має «фідуціарних відносин» з Dunpar Homes LTD, забудовником проєкту. Metrolinx попередила, що якщо в цьому районі будуть побудовані будинки, скарги мешканців на шум можуть змусити закрити об'єкт технічного обслуговування залізниць Вілловбрук. Станом на 2023 рік ці побоювання не виправдалися, і залізнична майстерня працює без перешкод.
Малоні був переобраний на федеральних виборах у Канаді 2019 року.
У січні 2020 року Малоні вніс пропозицію приватного члена парламенту про оголошення березня Місяцем ірландської спадщини. Пропозицію було одноголосно прийнято Палатою громад 10 березня 2021 року.
19 листопада 2020 року комісар з питань конфлікту інтересів та етики Маріо Діон опублікував звіт про розслідування, в якому стверджувалося, що Малоні порушив Кодекс конфлікту інтересів для членів Палати громад, пропустивши термін розкриття своїх приватних інтересів та інтересів своєї родини. Звіт розкритикували депутати як у Ліберальній партії Малоні, так і за її межами, зокрема депутат-консерватор Скотт Рід, який опублікував допис у блозі, назвавши звіт і процес, що стоїть за ним, «доскіпливими», і розкритикувавши доцільність примусу Малоні публічно просити вибачення за помилку, допущену без злого наміру та негайно виправлену. 19 лютого 2021 року Палата громад відхилила звіт 153 голосами проти 133, за підтримки всіх партій. Відтак Малоні був переобраний на федеральних виборах у Канаді 2021 року і на наступний термін у 2025 році.

## Українські питання

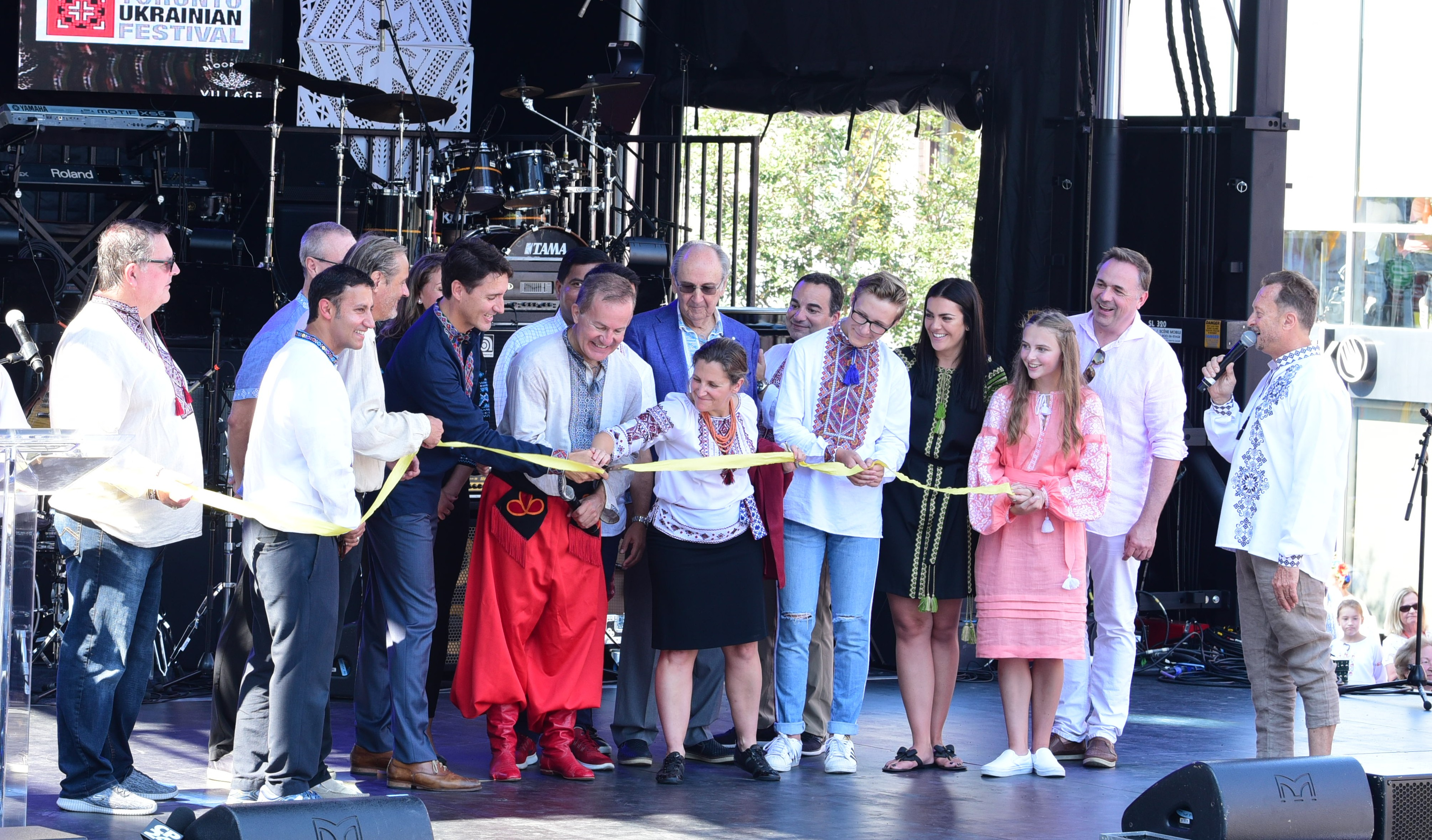
Джеймс Малоні (зліва) серед офіційних гостей на відкритті Українського фестивалю на Блюр-Вест у 2018 році

Не маючи родинних поєднань, Малоні все ж дуже старанно підтримує всі українські справи як в уряді, так і в громаді. Він завжди присутній на всіх офіційних церемоніях — святкуваннях Дня незалежності, молебнях пам'яті Голодомору, підняттях українського прапора тощо. У своїх публічних промовах він неодноразово заявляв, що позиція Канади щодо російської окупації має бути непохитна — це вихід російських військ з усіх міжнародно визнаних українських територій. Малоні неодноразово підтримував як надання озброєнь, навчання в рамках програми UNIFIER, так і економічні ініціативи, як договір про вільну торгівлю, а також допомогу новоприбулим українцям за програмою CUAET. Він також організовує та долучається до численних громадських подій, як наприклад, сніданок для жінок-активісток, де ключовим спікером була голова КУК-Канади Леся Хичій.

## Особисте життя
Малоні народився в місті Тандер-Бей і більшу частину свого життя прожив в Етобіко, де навчався в середній школі імені Майкла Павера. Він живе на півдні Етобіко з дружиною та їхнім собакою Волнатом. Його батько, Вільям Малоні, був призначений до Верховного суду Онтаріо в липні 1975 року, а його мати Меріан Малоні, яка все життя боролася за участь жінок в уряді Канади, була призначена прем'єр-міністром Кретьєном до Сенату Канади в 1999 році. Малоні ідентифікує себе як римо-католик.